# Сирійський Курдистан
Сирійський Курдистан (курд. Kurdistana Sûriyê, або Рожава курд. Rojava — букв. «захід») — курдське державне утворення у складі Сирії. Про створення регіону Рожава (Сирійський Курдистан) було оголошено 17 березня 2016 року. У регіон входять три кантони: Джазіра, Кобань та Афрін.
Починаючи з літа 2012 року, територія сирійського Курдистану контролюється Курдським верховним комітетом і пов'язаними з ним збройними формуваннями (під контролем уряду Башара Асада частково залишилися тільки Хасеке і Камишли). У листопаді 2013 було створено Регіональний Уряд, куди увійшли курди, асирійці та араби.

## Історія

### Турецька інтервенція 2019
Туреччина розпочала операцію на північному сході Сирії під кодовю назвою «Джерело миру» яку проводять Збройні сили Туреччини проти районів Сирійського Курдистану та Демократичних сил Сирії (ДСС). Військова операція розпочалася, коли ВПС Туреччини розпочали авіаудари по прикордонних містах.

## Географія

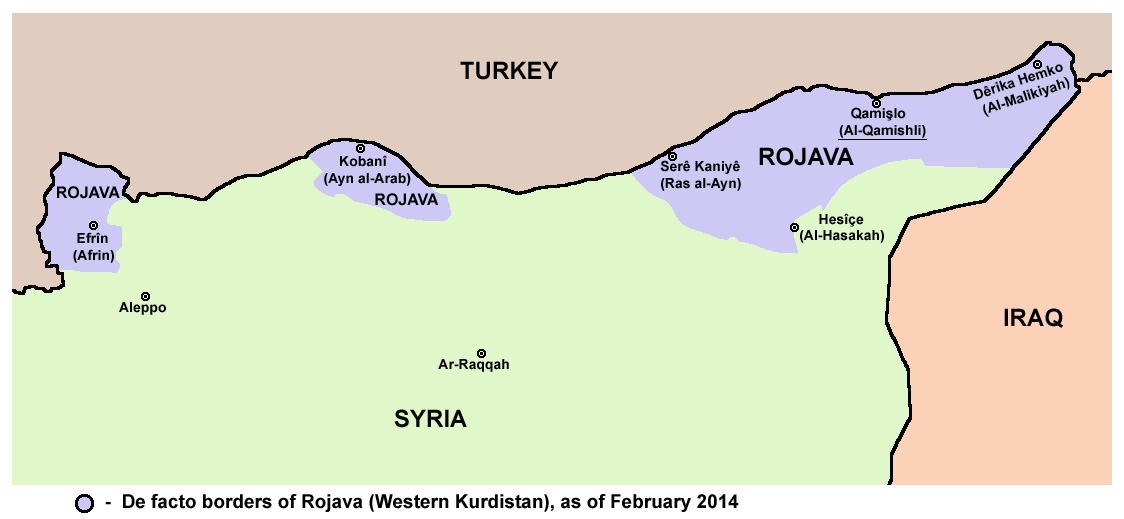
Сирійський Курдистан, 2014

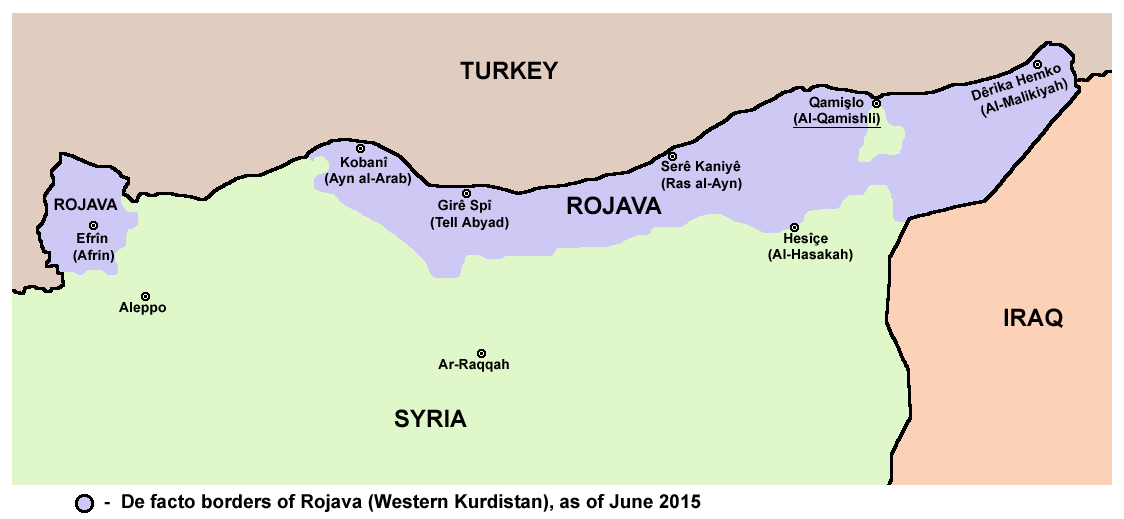
Сирійський Курдистан, 2015

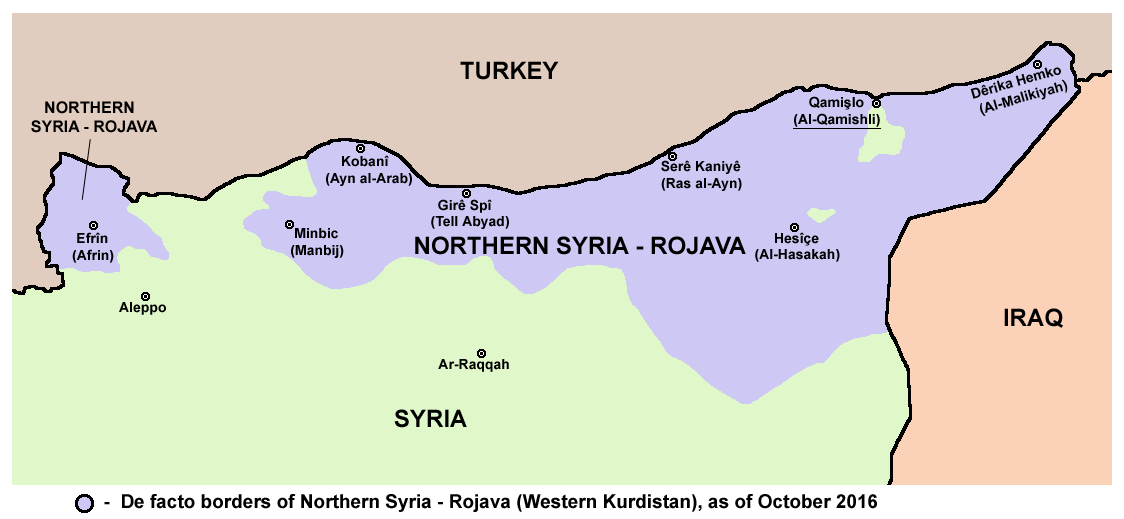
Сирійський Курдистан, 2016

Сирійський Курдистан розташований на захід від річки Тигр уздовж турецького кордону. Складається з трьох кантонів: Джазіра, Кобань та Афрін. Кантон Джазіра також на південному сході межує з Іракським Курдистаном.
Рельєф Рожави в основному рівнинний, крім Курдських гір у кантоні Афрін.

### Значні населені пункти сирійського Курдистану
- Айн-ель-Араб
- Амуда
- Афрін
- Хасеке
- Рас-ель-Айн
- Камишли

## Економіка
Сільське господарство — домінуюча галузь у всіх трьох кантонах. У Кобані вирощують пшеницю та оливки, Джазіра спеціалізується тільки на пшениці, Афрін — на оливках. Головна перевага Джазіри — видобуток нафти.
До початку війни 60 % бідного населення Сирії становили курди. Сьогодні 70 % державних витрат — це витрати на оборону і безпеку. Рожава прибрала податки як для фізичних, так і для юридичних осіб.
Адміністрація заохочує місцеві кооперативи і дрібний бізнес для потреб народу.
Демократичні комітети регулюють ціни в кантонах, що знижує зловживання монополій і виключає завищення цін на товари. Уряд шукає зовнішні інвестиції для будівництва електростанції і заводу з виробництва добрив.

### Ресурси
Нафта і виробництво продуктів харчування є основою економіки регіону, на експорт йде нафта та сільськогосподарські продукти, такі як вівці, зерно і бавовна. Імпорт включає в себе споживчі товари і запчастини.
До війни, в Ель-Хасак вироблялося близько 40 000 барелів сирої нафти на день. Під час війни нафтопереробний завод працював тільки на 5 % потужності, через відсутність хімікатів для переробки нафти.

## Демографія
Чисельність курдів в Сирії становить близько 2,5 млн осіб (близько 9 % населення країни). Більшість сирійських курдів говорять на курманджі і є мусульманами-сунітами, за винятком деяких курдів-єзидів.
За деякими оцінками, на початку XX століття близько 12 тисяч курдів жило в Дамаску, 16 тисяч — в районі міста Джераблус, і, мабуть, більшість — в провінції Аль-Джазіра. У 1920-х роках після розгрому повстання шейха Саїда з кемалістською Туреччини до Сирії хлинув потік курдських біженців. За наявними оцінками, близько 25 000 курдів втекли до Сирії. Але чисельність цих переселенців становила не більше 10 % населення провінції Аль-Джазіра і французька влада підмандатної Сирії надала їм громадянство.
Незважаючи на те, що курди здавна проживали на території нинішньої Сирії, сучасна держава Сирія використовувала факт переселення курдських біженців у 1920-ті роки як свідоцтво, що курди не є корінними жителями країни і це виправдовувало дискримінацію курдів.